# Монтальво, Хуан Хименес де
Хуан Хименес де Монтальво (исп. Juan Jiménez de Montalvo; 1551, Ольмедо, Испания — 1629, Лима, Перу) — испанский колониальный чиновник, судья королевской аудиенции в Лиме. В течение краткого времени, в 1621—1622 годах, исполнял обязанности вице-короля Перу.
Хуан Хименес де Монтальво родился в городе Ольмедо в Кастилии. В 1598 году он был назначен на пост судьи в королевскую аудиенцию в Лиме. 31 декабря 1621 года вице-король Франсиско де Борха отправился в Испанию и Хуан Хименес де Монтальво как высшее по рангу должностное лицо возглавил Перу.
На посту вице-короля он оставался в течение семи месяцев, в это время он в основном проводил церемонии, связанные с восшествием на испанский престол нового короля Филиппа IV.
Он служил вице-королём в течение семи месяцев, до прибытия Дьего Фернандеса де Кордоба, Маркиза Гуадалькасара. В это время он осуществлял контроль над церемониями для провозглашения Короля Филиппа IV Испании и клятвы преданности новому монарху. Он был назначен президентов Королевской Аудиенции в Гватемале, но не принял этого назначения.